# Стерлинг (Аљаска)
Стерлинг (енгл. Sterling) насељено је место без административног статуса у америчкој савезној држави Аљаска.

## Демографија
По попису из 2010. године број становника је 5.617, што је 912 (19,4%) становника више него 2000. године.
| Група             | 2000.         | 2010.         |
| Белци             | 4.323 (91,9%) | 4.952 (88,2%) |
| Афроамериканци    | 17 (0,4%)     | 8 (0,1%)      |
| Азијати           | 25 (0,5%)     | 44 (0,8%)     |
| Хиспаноамериканци | 57 (1,2%)     | 150 (2,7%)    |
| Укупно            | 4.705         | 5.617         |